# 内策
内策是德国下萨克森州的一个市镇。总面积26.86平方公里，总人口2559人，其中男性1232人，女性1327人（2011年12月31日），人口密度95人/平方公里。